# 布林德爾崖
布林德爾崖（英語：Brindle Cliffs），是南極洲的山崖，位於帕爾默地西岸，處於傑里米角以東11公里，海拔高度610米，在1936年8月16日由英國探險隊發現和拍攝空中照片，現時由南極條約體系管理。

## 外部連結
. . United States Geological Survey.   [2011-09-11].
69°23′S 68°33′W / 69.383°S 68.550°W